# Selenophanes supremus
Espèce
Selenophanes supremus est une espèce d'insectes lépidoptères de la famille des Nymphalidae et du genre Selenophanes.

## Dénomination
Selenophanes supremus a été décrit par Hans Ferdinand Emil Julius Stichel en 1901.

### Sous-espèces
- Opsiphanes supremus supremus; présent en Équateur.
- Opsiphanes supremus ditatus Thieme, 1902; présent au Pérou[1].

## Description
Selenophanes supremus est un papillon d'une envergure d'environ 85 mm, au bord externe des ailes antérieures légèrement concave. Le dessus des ailes est de couleur marron fonce avec aux ailes antérieures une bande jaune aux bords festonnés, du 1/3 externe du bord costal au bord interne près de l'angle interne. Ces festons sont très estompés sur les ailes postérieures où ils forment une bande submarginale incomplète.
Le revers est beige nacré marbré avec des ocelles, un petit noir à l'apex des ailes antérieures et aux ailes postérieures un orange en forme de C près du bord costal et un beige proche de l'angle anal.

## Écologie et distribution
Selenophanes supremus est présent en Équateur et au Pérou.

### Protection
Pas de statut de protection particulier.